# 福岡外環状道路
福岡外環状道路（ふくおかそとかんじょうどうろ）は、福岡県福岡市博多区立花寺から、福岡市内南部を横断して、西区拾六町に至る、国道202号のバイパス道路である。なお国道202号の道路標識は、方面案内標識上に書かれたものを除いては、2011年の完成供用の時点で沿線には設置されていない。
元来は、自動車専用道路（4車線）と一般道路（4車線）の両方からなる複断面道路全体が「福岡外環状道路」と呼称されていた。しかし、自動車専用道路部は、福岡都市高速道路（福岡市道）の高速5号線として建設・管理されることとなったため、現在では一般道路部のみが、「福岡外環状道路」と呼称されるに至っている。
福岡高速環状線とともに、その高架下を走る4車線道路として計画された。設計速度は50km/h。福大トンネルや、JR鹿児島本線・西鉄天神大牟田線のアンダーパスなど、沿線街区としては大がかりな構造も多い。
住宅地の隘路も多く、渋滞が激しく幹線道路整備の遅れていた福岡市西部、西南部、中南部、南部、東南部を直結する幹線道路として期待され開通した。計画策定は1973年（昭和48年）で本格的な着工は1988年（昭和63年）、2011年（平成23年）4月29日に全線開通（38年を費やした）。全線4車線での供用となっている。現在、最高速度は60km/hとなっており、当初の設計速度を上回っている。
福岡外環状道路に沿ってその地下に福岡外環状共同溝が建設されている。また、城南区七隈 - 西区橋本の区間の地下には福岡市地下鉄七隈線も通っている。

## 概要
- 起点：福岡県福岡市博多区立花寺（立花寺北交差点 = 国道3号交点）
- 終点：福岡県福岡市西区拾六町（外環西口交差点 = 国道202号交点）
- 総距離：16.2km
- 総事業費 : 2090億円（のp142）
- 計画交通量 : 20,300台/日 - 54,300台/日（同上）
- 貨幣に換算した便益額 : 6495億円（同上）

## 歴史
- 1969年（昭和44年）度 - 都市計画決定。
- 1973年（昭和48年）度 - 事業化(堤〜片江間)
- 1988年（昭和63年）度 - 本格的に事業着手（全線）。
- 1995年（平成7年）度 - 野芥〜拾六町 (L=4.1km)暫定2車線で供用開始。
- 1996年（平成8年）度〜2007年（平成19年）度 - 立花寺〜井尻、井尻〜拾六町連続開通(L=15.2km)。※井尻区間(L=1.0km)を除き暫定2車線で開通
- 2009年（平成21年）度 - 的場〜野芥4車線化完成。(L=8.2km)
- 2010年（平成22年）度 - 野芥〜拾六町4車線化完成。(L=4.1km)
- 2011年（平成23年）度 - 立花寺〜的場4車線化完成。(L=3.9km) [2]。全線開通。

## 通過市町村
- 福岡県
  - 福岡市博多区 - 福岡市南区 - 春日市（須玖などの市の北端の一部） - 福岡市南区 - 福岡市城南区 - 福岡市早良区 - 福岡市西区

## 重複区間
- 福岡県道49号大野城二丈線：福岡県福岡市城南区（堤2丁目交差点） - 福岡県福岡市城南区南片江
- 福岡県道560号都地姪浜線：福岡県福岡市西区（外環室見橋西交差点） - 福岡県福岡市西区（橋本駅入口交差点）

## 交差する道路
| 交差する道路                                    | 交差する道路                          | 交差する場所 | 交差する場所 | 交差する場所     | 起点から (km) |
| ----------------------------------------------- | ------------------------------------- | ------------ | ------------ | ---------------- | ------------- |
| 県道24号福岡東環状線                            |                                       |              |              |                  |               |
| 国道3号〈福岡南バイパス〉                       | 国道3号〈福岡南バイパス〉             | 福岡市       | 博多区       | 立花寺北         |               |
| 福岡高速環状線 西月隈出入口                     | 福岡高速環状線 西月隈出入口           | 福岡市       | 博多区       | -                |               |
| 県道112号福岡日田線                             | 県道112号福岡日田線                   | 福岡市       | 博多区       | 井相田1丁目      |               |
| 福岡高速環状線 板付出入口                       | 福岡高速環状線 板付出入口             | 福岡市       | 博多区       | -                |               |
| 市道博多駅春日原2号線〈筑紫通り〉               | 市道博多駅春日原2号線〈筑紫通り〉     | 福岡市       | 博多区       | 西田橋南         |               |
| 福岡市都市計画道路御供所井尻線                  |                                       | 福岡市       | 南区         | 井尻3丁目東      |               |
| 県道31号福岡筑紫野線                            | 県道31号福岡筑紫野線                  | 春日市       | 春日市       | 須玖北1丁目      |               |
| 県道505号板付牛頸筑紫野線                       | 県道505号板付牛頸筑紫野線             | 春日市       | 春日市       | 須玖北9丁目      |               |
| 福岡市都市計画道路長浜太宰府線 〈横手中央通り〉 |                                       | 福岡市       | 南区         | 横手南町         |               |
| 県道575号山田中原福岡線                         | 県道575号山田中原福岡線               | 福岡市       | 南区         | 的場南           |               |
| 福岡高速環状線 野多目出入口                     | 福岡高速環状線 野多目出入口           | 福岡市       | 南区         | -                |               |
| 国道385号〈みやけ通り〉                         | 国道385号〈みやけ通り〉               | 福岡市       | 南区         | ガンセンター入口 |               |
| 福岡高速環状線 野多目出入口                     | 福岡高速環状線 野多目出入口           | 福岡市       | 南区         | -                |               |
| 県道602号後野福岡線                             | 県道602号後野福岡線                   | 福岡市       | 南区         | 屋形原一丁目     |               |
| 県道555号桧原比恵線                             | 県道555号桧原比恵線                   | 福岡市       | 南区         | 西長住           |               |
| 福岡高速環状線 堤出入口                         | 福岡高速環状線 堤出入口               | 福岡市       | 城南区       | -                |               |
|                                                 | 県道49号大野城二丈線                  | 福岡市       | 城南区       | 堤2丁目          |               |
| 県道557号東油山唐人線〈油山観光道路〉           | 県道557号東油山唐人線〈油山観光道路〉 | 福岡市       | 城南区       | 堤               |               |
| 福岡高速環状線 堤出入口                         | 福岡高速環状線 堤出入口               | 福岡市       | 城南区       | -                |               |
|                                                 | 県道49号大野城二丈線                  | 福岡市       | 城南区       | 南片江           |               |
| 県道49号大野城二丈線                            | 県道49号大野城二丈線                  | 福岡市       | 城南区       | 西片江           |               |
| 福岡高速環状線 野芥出入口                       | 福岡高速環状線 野芥出入口             | 福岡市       | 早良区       | -                |               |
| 国道263号〈早良街道〉                           | 国道263号〈早良街道〉                 | 福岡市       | 早良区       | 野芥口           |               |
| 福岡高速環状線 野芥出入口                       | 福岡高速環状線 野芥出入口             | 福岡市       | 早良区       | -                |               |
| 県道558号内野次郎丸弥生線〈原通り〉             | 県道558号内野次郎丸弥生線〈原通り〉   | 福岡市       | 早良区       | 次郎丸           |               |
| 県道560号都地姪浜線                             |                                       | 福岡市       | 西区         | 外環室見橋西     |               |
|                                                 | 県道560号都地姪浜線                   | 福岡市       | 西区         | 橋本駅入口       |               |
| 県道561号周船寺有田線                           | 県道561号周船寺有田線                 | 福岡市       | 西区         | 橋本西           |               |
| 福岡高速環状線 福重出入口                       | 福岡高速環状線 福重出入口             | 福岡市       | 西区         | -                |               |
| 国道202号〈今宿新道〉                           | 国道202号〈今宿新道〉                 | 福岡市       | 西区         | 外環西口         |               |
| 県道560号都地姪浜線〈下山門通り〉               |                                       |              |              |                  |               |

ほか、現道ではないが福岡市・近郊市町村の都市計画道路も幾つか接続される計画となっている。

## 別名
- 外環状道路、「そとかん」

## 愛称
- 平成外環通り、「へいせいそとかんどおり」[注釈 1]。